# Citymark Centre
Citymark Centre, auch bekannt als Chengmai Center und Citymark Financial Center, ist ein superhoher Wolkenkratzer in Shenzhen (Guangdong) in der Volksrepublik China. Das Bauwerk ist 388 Meter hoch und hat 70 Stockwerke. Die Bauarbeiten begannen 2018 und wurden 2022 abgeschlossen. Das Gebäude war das höchste, welches im Jahr 2022 in der Volksrepublik China fertiggestellt wurde, sowie das zweithöchste weltweit in diesem Jahr.
Dieses gemischt genutzte Gebäude, das sowohl Büroflächen als auch Wohnungen umfasst, bietet auch eine Reihe von weiteren Einrichtungen. Das aerodynamische Design des Gebäudes ist u. a. von Sportfahrzeugen inspiriert und hat einen breiten Unterteil, der mit voranschreitender Höhe immer dünner wird. Entworfen wurde das Gebäude von dem US-amerikanischen Architekturbüro Kohn Pedersen Fox. Das Gebäude ist Teil des größeren Citymark Centre mit mehreren Hochhäusern im Bezirk Luohu von Shenzhen.